# 小行星10727
小行星10727（英語：10727 Akitsushima）是一颗绕太阳运转的小行星，为主小行星带小行星。1987年2月25日，新岛恒男和浦田武在尾岛町发现了该小行星。该小行星以日本古代时的称呼“秋津洲”命名。

## 轨道参数
小行星10727的轨道半长轴为3.1320505 UA，离心率为0.032。
| 前一小行星： 小行星10726 | 小行星列表 | 後一小行星： 小行星10728 |